# K2 zoekt K3 (2021)
K2 zoekt K3 was een talentenjacht uit 2021 op de Vlaamse en Nederlandse televisie, waarbij er gezocht werd naar een nieuw lid van de driemansformatie K3. Door het vertrek van een van de drie zangeressen werd er gezocht naar een nieuwe zangeres of zanger om het drietal te completeren. Het was niet de eerste K2 zoekt K3, in 2009 vond er al een eerdere reeks plaats met hetzelfde doel. Ook toen verliet een van de bestaande leden de meidengroep, en moest er naar een opvolger gezocht worden.
In 2021 werd gezocht naar de opvolgster/opvolger van Klaasje Meijer. Ook nu werd de wedstrijd uitgezonden op de Vlaamse zender VTM en het Nederlandse SBS. In België begonnen de uitzendingen op 11 september, in Nederland twee weken later, op 24 september.
De finale vond plaats op 27 november in Nederland en Vlaanderen. De wedstrijd werd gewonnen door Julia Boschman.

## Concept
In deze reeks hoefden de kandidaten niet uitsluitend meisjes te zijn. Ditmaal was de presentatie in handen van Tooske Ragas en Kürt Rogiers. De jury in deze reeks bestond uit de Belgen Natalia Druyts en Ingeborg Sergeant en de Nederlanders Gordon Heuckeroth en Samantha Steenwijk.

## Selectie

### Preselectie
Er schreven zich 22.690 kandidaten uit Vlaanderen en Nederland in om lid te worden van de zanggroep. Hiervan waren er 1.442 kandidaten die doorgingen naar de preselecties. In België waren dit 96 mannen, 592 vrouwen en één non-binaire kandidaat. In Nederland waren dit 72 mannen, 678 vrouwen en drie non-binaire kandidaten.

### Tv-audities
De auditierondes vonden plaats tijdens de eerste 5 afleveringen. Er is er een top 10 die elke aflevering veranderde. Natalia en Samantha zaten in de luisterbox, waar zij alleen de kandidaten konden horen en Ingeborg en Gordon in de kijkbox waar zij ze alleen konden zien. Wanneer tijdens een optreden beide boxen afdrukten kregen beiden jury's het volledige plaatje te zien(de boxen gingen dan omhoog). De betreffende kandidaat mocht dan door naar de 100-koppige publieksjury die het hele optreden zag en dan punten (1 t/m 5) gaf. Aan de hand van dat aantal punten kon de kandidaat dan op een van de golden seats terecht komen. Hoogste aantal op 1, laagste aantal op 10 enz. Hierbij konden kandidaten afvallen die al op de golden seats zaten. Dit gebeurde vanaf het moment dat er 10 kandidaten op de golden seats zaten. In dat geval viel steeds als er een nieuwe kandidaat op de golden seats kwam, degene die op stoel 10 zat af. Hanne en Marthe zaten in een aparte gouden box. Zij konden deze kandidaten opvissen met een golden ticket. Er konden per aflevering 13 tot 16 kandidaten auditeren om in de top 10 te geraken, de 10 overgebleven kandidaten (en eventuele golden-tickethouders) aan het einde van aflevering 5 stroomden door naar een bootcamp.

#### Golden Seats
| Stoel | Naam                 | Punten | Auditie 1 | Auditie 2 | Auditie 3 | Auditie 4 | Auditie 5 |
| ----- | -------------------- | ------ | --------- | --------- | --------- | --------- | --------- |
| 1     | Diede van den Heuvel | 418    |           |           |           | Stoel 1   | Stoel 1   |
| 2     | Remi De Smet         | 416    |           | Stoel 1   | Stoel 1   | Stoel 2   | Stoel 2   |
| 3     | Kato Vanlouwe        | 414    |           |           | Stoel 2   | Stoel 3   | Stoel 3   |
| 4     | Celester de Nijs     | 413    |           |           | Stoel 3   | Stoel 4   | Stoel 4   |
| 5     | Giana De Kat         | 410    | Stoel 1   | Stoel 2   | Stoel 4   | Stoel 5   | Stoel 5   |
| 6     | Dirk Dunnewold       | 405    |           |           |           |           | Stoel 6   |
| 7     | Babette Englebert    | 403    |           |           |           |           | Stoel 7   |
| 8     | Chanel Sam           | 402    | Stoel 2   | Stoel 3   | Stoel 5   | Stoel 6   | Stoel 8   |
| 9     | Manou Fleddérus      | 401    |           |           |           | Stoel 7   | Stoel 9   |
| 10    | Justine Vanhulle     | 400    |           |           |           |           | Stoel 10  |
| *11   | Luca Diez            | 399    |           | Stoel 4   | Stoel 6   | Stoel 8   | IN        |
| *13   | Julia Boschman       | 398    | Stoel 3   | Stoel 5   | Stoel 7   | Stoel 9   | IN        |
| *18   | Jemaima Engelhardt   | 384    |           |           |           | IN        |           |
| *19   | Elise Vanuytrecht    | 383    | Stoel 5   | Stoel 8   | Stoel 10  | IN        |           |
| *23   | Amy Courtens         | 372    |           | IN        |           |           |           |

 Kandidaat blijft in de wedstrijd op een golden seat
 Kandidaat krijgt golden ticket van Hanne en Marthe
 Kandidaat is nog in de wedstrijd
 Kandidaat is nog niet in de wedstrijd
*Kandidaat behaalde op basis van aantal punten deze plaats in ranking

## Bootcamp
De overgebleven 15 kandidaten gingen naar de bootcamp, waaraan voor vertrek werd aangekondigd dat er maar 12 kandidaten naar de studioshows mogen gaan. Op de bootcamp kregen ze eerst twee workshops. Voor de acteerworkshop kregen ze les van Jacques Vermeire en voor podiumprésence kregen ze les van Rolf Sanchez. De volgende ochtend kregen de kandidaten als eerste de nieuwe single van K3, getiteld Waterval, te horen. Voor de eerste opdracht leren zij de dans en zang van het nieuwe nummer, ze krijgen hulp van Team K3, met zangcoach Claude, danscoach Tommy en producer Peter. De beste drie kregen een golden ticket voor de studioshows: Diede, Dirk en Giana. Na de bekendmaking van de drie kandidaten die een golden ticket bemachtigden, lieten Hanne en Marthe de kandidaten achter met een groep kinderen. Met hen gingen ze onder andere koken. Na afloop mochten de kinderen nog één golden ticket geven aan de kandidaat die ze het leukst vonden. Ze kozen voor Justine. In de laatste opdracht werden de kandidaten verdeeld in vijf trio's en moesten ze een K3-lied performen voor een publiek van familie, vrienden, Hanne en Marthe:
1. Julia, Kato & Chanel - "De Wereld van K3"
2. Dirk, Justine & Elise - "Alle Kleuren"
3. Babette, Celester & Giana - "10.000 Luchtballonnen"
4. Luca, Amy & Jemaima - "Pina Colada"
5. Remi, Diede & Manou - "MaMaSé"

Hanne en Marthe besloten daarna dat Babette, Elise en Jemaima niet naar de studioshows door mochten.
De bootcamp was alleen in België op televisie te zien. In Nederland was deze alleen online te bekijken via KIJK.nl.

## Studioshows
In de studioshows werd er net als tijdens de audities gebruik gemaakt van sterren om in de Golden Seats te geraken, waarvan er in de eerste studioshow 9 waren. Naast een 100-koppige publieksjury, mochten de vakjuryleden nu ook punten uitdelen met een maximale score van 1000 sterren. Uit de kandidaten die buiten de Golden Seats vallen, mochten Hanne en Marthe weer kandidaten opvissen met een Golden Ticket. In tegenstelling tot K3 zoekt K3, zijn de studioshows vooraf opgenomen en werd alleen de finale live uitgezonden in Vlaanderen en Nederland op 27 november 2021.

### Show 1
- Openingsnummer: "K3 Feest" (door de vakjury, op de muziek van "Niet Verjaardagsfeest" uit de K3-musical Alice in Wonderland)

Na een openingsnummer gezongen door de vakjury was het aan de kandidaten om een solo-optreden te geven, zonder dansers en met weinig decor. Na de show waren er nog 10 kandidaten over, waarvan er één een Golden Ticket kreeg van Hanne en Marthe.

### Show 2
- Groepsnummer: "Filmster" (uit de K3-musical Alice in Wonderland)

De tweede studio show stond in het teken van films en musicals; elke kandidaat zong een nummer uit een K3-productie. Kandidaten Amy, Justine, Celester, Chanel, Julia, Diede en Manou droegen tijdens hun optreden de originele outfit die door K3 in de desbetreffende film of musical werd gedragen. Na de show bleven er nog 8 kandidaten over.

### Show 3
- Groepsnummer: "Land van de Regenboog"

Tussen de solo gezongen K3-nummers door traden de kandidaten ook op met een bekende gastartiest:
1. Kato & Luca met Milow – "Whatever it takes"
2. Remi & Manou met Metejoor – "1 op een Miljoen"
3. Julia & Celester met James Blunt – "You’re Beautiful"
4. Diede & Amy met Jaap Reesema – "Nu wij niet meer praten"

Na de show bleven er nog 6 kandidaten over.

### Show 4 - Halve finale
- Groepsnummer: "Superhero" (met Hanne en Marthe)

De halvefinalisten stonden in deze show naast Hanne & Marthe om samen een K3-nummer te brengen. De drie die de meeste sterren kregen van de vakjury en publieksjury stoten rechtstreeks door naar de finale. De andere drie streden in een sing-off tegen elkaar voor het allerlaatste finaleticket. Dat deden ze met nog één laatste solonummer. Na deze show bleven er nog vier finalisten over.

### Show 5 - Finale
- Groepsnummer: "Straal!"

De vier finalisten moesten zich tijdens de finale nog een laatste keer bewijzen om de vakjury en de kijker thuis te overtuigen. Elke kandidaat zong een nieuw K3-nummer samen met Hanne en Marthe:
1. Hanne, Marthe en Julia – "Giddy-Up-A-Gogo"
2. Hanne, Marthe en Diede – "Kruisje Op Een Wereldkaart"
3. Hanne, Marthe en Amy – "Superster"
4. Hanne, Marthe en Celester – "Tjikke Boem"

Marthe testte positief op corona en woonde de grote finale niet fysiek bij. Zij deed dit vanuit haar eigen huis via een satellietverbinding. Ze was in de studio te zien op een scherm. De kijkers konden stemmen op hun favoriet, de twee met de meeste stemmen - Julia en Amy - gingen door in de wedstrijd. De laatste kandidaat werd gekozen door de vakjury: Celester.
De drie overgebleven kandidaten zongen elk een nummer uit de voorgaande studioshows.
1. Julia – "Loko Le" (Studioshow 2)
2. Amy – "Hart Verloren" (Studioshow 1)
3. Celester – "Hippie Shake" (Studioshow 1)

Weer werd er aan de kijkers gevraagd om te stemmen. Julia, de kandidaat met de meeste stemmen, ging door naar de allerlaatste ronde. Amy werd uiteindelijk door de vakjury gekozen als laatste finaliste.
De twee zongen een geremixte versie van de nieuwe single Waterval, samen met Hanne en Marthe. Na het optreden werd Julia door Hanne en Marthe gekozen als nieuwe K3-lid.

### Studioshowkandidaten
Het betreft hier de leeftijd ten tijde van de eerste studioshow.
| Nr. | Kandidaat                 | Woonplaats       | Show 1  | Show 2  | Show 3  | Show 4  | Finale    | Finale    | Finale  |
| Nr. | Kandidaat                 | Woonplaats       | Show 1  | Show 2  | Show 3  | Show 4  | Ronde 1   | Ronde 2   | Ronde 3 |
| --- | ------------------------- | ---------------- | ------- | ------- | ------- | ------- | --------- | --------- | ------- |
| 1   | Julia Boschman (19)       | Bergen Op Zoom   | IN      | Stoel 4 | Stoel 2 | Stoel 1 | (Kijkers) | (Kijkers) | Winnaar |
| 2   | Amy Courtens (25)         | Averbode         | Stoel 2 | Stoel 1 | Stoel 5 | Stoel 2 | (Kijkers) | (Jury)    | Tweede  |
| 3   | Celester de Nijs (20)     | Bilthoven        | Stoel 3 | Stoel 2 | Stoel 3 | IN      | (Jury)    | Derde     |         |
| 4   | Diede van den Heuvel (20) | Someren          | Stoel 1 | Stoel 5 | Stoel 1 | Stoel 3 | Vierde    |           |         |
| 5   | Luca Diez (21)            | Hoek Van Holland | Stoel 4 | Stoel 6 | Stoel 4 | UIT     |           |           |         |
| 6   | Remi De Smet (19)         | Antwerpen        | Stoel 8 | Stoel 7 | IN      | UIT     |           |           |         |
| 7   | Manou Fleddérus (21)      | Beilen           | Stoel 7 | IN      | UIT     |         |           |           |         |
| 8   | Kato Vanlouwe (25)        | 's-Gravenwezel   | Stoel 6 | Stoel 3 | UIT     |         |           |           |         |
| 9   | Chanel Sam (23)           | Utrecht          | Stoel 5 | UIT     |         |         |           |           |         |
| 10  | Justine Vanhulle (24)     | Assebroek        | Stoel 9 | UIT     |         |         |           |           |         |
| 11  | Giana De Kat (19)         | Hoevenen         | UIT     |         |         |         |           |           |         |
| 12  | Dirk Dunnewold (23)       | Tilburg          | UIT     |         |         |         |           |           |         |

 Kandidaat verlaat wedstrijd
 Kandidaat blijft in de wedstrijd op een golden seat
 Kandidaat krijgt golden ticket van Hanne en Marthe
 Kandidaat is niet meer in de wedstrijd

## Afleveringen
| Nr. in geheel | Nr. in seizoen | Titel        | Datum van uitzenden                       | Kijkcijfers       |
| ------------- | -------------- | ------------ | ----------------------------------------- | ----------------- |
| 9             | 1              | 'Auditie 1'  | 11 september 24 september                 | 674.943 436.000   |
| 10            | 2              | 'Auditie 2'  | 18 september 1 oktober                    | 562.272 410.000   |
| 11            | 3              | 'Auditie 3'  | 25 september 8 oktober                    | 541.165 361.000   |
| 12            | 4              | 'Auditie 4'  | 2 oktober 22 oktober                      | 625.839 227.000   |
| 13            | 5              | 'Auditie 5'  | 9 oktober 29 oktober                      | 562.423 185.000   |
| 14            | 6              | 'Bootcamp'   | 16 oktober 29 oktober (online op KIJK.nl) | 496.257           |
| 15            | 7              | 'Show 1'     | 23 oktober 5 november                     | 602.707 221.000   |
| 16            | 8              | 'Show 2'     | 30 oktober 12 november                    | 671.471 257.000   |
| 17            | 9              | 'Show 3'     | 6 november 19 november                    | 622.387 193.000   |
| 18            | 10             | 'Show 4'     | 20 november 26 november                   | 800.796 370.000   |
| 19            | 11             | 'Finaleshow' | 27 november                               | 1.116.477 719.000 |

### K2 zoekt mee
In dit speciale online VTM GO programma wordt er dieper ingegaan op de reacties van Hanne en Marthe in hun gouden box en wat zij beleven achter de schermen.
| Nr. in seizoen | Titel             | Datum van uitzenden |
| -------------- | ----------------- | ------------------- |
| 1              | 'De Gouden Box 1' | 11 september        |
| 2              | 'De Gouden Box 2' | 18 september        |
| 3              | 'De Gouden Box 3' | 25 september        |
| 4              | 'De Gouden Box 4' | 2 oktober           |
| 5              | 'De Gouden Box 5' | 9 oktober           |
| 6              | 'Bootcamp'        | 16 oktober          |
| 7              | 'Show 1'          | 23 oktober          |
| 8              | 'Show 2'          | 30 oktober          |
| 9              | 'Show 3'          | 6 november          |
| 10             | 'Show 4'          | 20 november         |

### Gordon
Al na de uitzending van de eerste aflevering kwam er op social media veel commentaar op kijkjury-lid Gordon. Mensen vonden hem te brutaal of grof tegenover de kandidaten, en te oppervlakkig. Bij verschillende media werd mediadeskundigen gevraagd hun mening te geven over de kwestie, zoals bij RTL Boulevard, waar showdeskundige Eric de Munck vertelde dat 'het Gordon geen reet interesseert wie er bij K3 komt en dat merk je'.
VTM zelf liet weten dat ze achter de keuze stonden, Studio 100-oprichter Gert Verhulst zei dat dit te verwachten was maar dat ze Gordon juist daarvoor gekozen hadden, juist omdat een jury goede kritiek moet durven te geven, Hanne en Marthe reageerden tijdens de auditierondes weinig en spraken vooral over de dankbaarheid die ze toonden tegenover de gehele vakjury van K2 zoekt K3. Pas tijdens de studioshows uitten ook zij hun verrassing en shock over de commentaren van Gordon, vooral tegenover kandidaat Remi.

### Tegenvallende kijkcijfers in Nederland
Om onbekende reden begon SBS6 pas eind september 2021 met het uitzenden van K2 zoekt K3, waardoor de Nederlandse kijkers twee weken achterliepen op België. Daarnaast was de Bootcamp-aflevering in Nederland niet op tv te zien, maar alleen via het internet, waardoor kijkers die dit niet wisten de aflevering misten. Zij zagen dan alleen de audities en de studioshows. Door de regelmatige spoilers en het makkelijke gebruik van een VPN vielen de kijkcijfers al bij het begin zeer tegen (Nederlandse kijkers met een VPN konden de afleveringen via VTM kijken en hadden het dus al gezien voordat het op SBS6 kwam). Na een matige start kwamen de cijfers op een dieptepunt bij de vijfde en laatste auditieronde. Ook de finale wist maar weinig kijkers naar de zender te trekken. In totaal zagen 719.000 kijkers hoe Julia gekozen werd – een duidelijk verschil vergeleken met de vorige edities van het programma: in 2009 keken er 2.449.000 Nederlanders naar de finale, in 2015 keken er in Nederland 1.255.000 mensen.

### Diversiteit
Zowel K3 (en Studio 100) als VTM hadden vanaf de aankondiging van het nieuwe programma de nadruk gelegd op inclusiviteit en de kans voor mannen en non-binaire kandidaten om ook hun kans te wagen. Toen de laatste mannelijke kandidaten (Remi en Luca) in de halve finale afvielen en het duidelijk werd dat het nieuwe K-tje sowieso een witte, blonde vrouw zou zijn kwam er veel kritiek op de diversiteit van het programma en de achterliggende gedachte van Studio 100, Hanne en Marthe. Er werd gesproken van een 'gemiste kans'.
De twee afvallers lieten na de uitzending weten dat zij zelf het gevoel hadden dat het plaatje van K3 voor veel mensen klopt met alleen meisjes in de driemansformatie. Daarbij komt dat ze bij de studioshows minder constructief commentaar kregen van de jury, waardoor ze het gevoel kregen dat ze zich minder konden verbeteren van week tot week omdat ze van nature niet in het plaatje pasten. Zo zou Remi 'te goed' zijn, Luca daarentegen was met zijn 1 meter 90 'te lang'.

## Docu-serie "K3, een nieuw begin"
Op 24 november 2021 werd er aangekondigd dat er een docu-serie rondom de nieuwe K3 zal worden uitgezonden. Deze volgt Hanne, Marthe en nieuw K3-tje Julia bij het inzingen van het nieuwe album, de release van de single Waterval en de clipopnames. Vanaf 4 december is de serie elke week te zien op VTM in Vlaanderen. In Nederland was de serie vanaf 22 december te zien op het online platform Kijk.nl.
| Nr. in seizoen | Titel                  | Datum van uitzenden     |
| -------------- | ---------------------- | ----------------------- |
| 1              | 'Het Grote Onbekende'  | 4 december 22 december  |
| 2              | 'Valse Start'          | 11 december 22 december |
| 3              | 'Elke Dag Iets Anders' | 18 december 22 december |